# Méddy Lina

2024-2025 JEUNESSE EVOLUTION , ABYMES
10 Buts
Meddy Lina est un footballeur français, international guadeloupéen né le 1er novembre  1986 aux Abymes. Il joue au poste de défenseur central pour la Solidarité scolaire de Baie-Mahault.

## Biographie
Il commence le foot à l'âge de 5 ans à côté de chez lui dans le club du Red Star de Pointe-à-Pitre. À l'âge de 20 ans, il franchit un palier et rejoint le club de l'Evolucas en (DH) toujours dans son île natale. Il y connaît sa première sélection avec l'équipe guadeloupéenne où il côtoie des joueurs pros comme Aurélien Capoue ou Stéphane Auvray. C'est ce dernier qui évolue alors à Vannes, qui lui permet de réaliser un essai avec ce club après la Coupe caribéenne des nations 2008.
Fin juillet 2009, plus de deux mois après son essai, le staff vannetais lui propose un contrat amateur pour rejoindre l'équipe réserve. À peine un mois plus tard, le 26 août 2009, il participe à son premier match professionnel en étant titularisé contre l'AC Ajaccio lors du deuxième tour de la Coupe de la Ligue 2009-2010 (victoire 0-0, 6-5 aux tirs au but).
Au cours de la saison 2010-2011, il se blesse et ne sera plus appelé en équipe première du VOC. En juillet 2011, il est laissé libre par le club morbihannais.
Début septembre 2011, il fait partie de la liste UNFP qui doit affronter l'AJ Auxerre (défaite de l'UNFP 2-0) avec Loïc Guillon et Biagui Kamissoko (deux autres ex-vannetais). 
Le 7 février 2012, Meddy signe un nouveau contrat avec le Vannes OC en qualité de joueur de l'équipe réserve qui évolue en CFA 2 groupe H.
Lors du mercato de l'été 2012, il signe en CFA avec la réserve du SM Caen.
En janvier 2013, il est engagé par l'AS Cherbourg, mais, à la suite de la relégation du club en CFA, il rejoint l'ES Uzès Pont du Gard en National.
En juin 2025, il est convoqué pour disputer la Gold Cup 2025.